# Consacrante
Nella Chiesa cattolica il consacrante è un vescovo che ordina un sacerdote allo stato episcopale. Il termine è utilizzato anche nelle Chiese cattoliche di rito orientale e nell'Anglicanesimo.

## Storia
La chiesa ha storicamente cercato di riunire il maggior numero possibile di vescovi per l'elezione e per il rito di consacrazione di nuovi vescovi. A causa delle difficoltà di viaggio, dei tempi e della frequenza delle consacrazioni, si diffuse la pratica per la quale tutti i vescovi comprovinciali (appartenenti alla stessa provincia ecclesiastica) partecipassero al rito di consacrazione episcopale.
Al Concilio di Nicea fu inoltre  decretato che «un vescovo dovrebbe essere scelto da tutti i vescovi della sua provincia, ma se ciò è impossibile a causa di qualche urgente necessità, o della durata del viaggio, almeno tre vescovi devono presenziare e procedere alla consacrazione, con il permesso scritto dell'assente». Le consacrazioni presiedute direttamente dal Papa furono esentate dall'obbligo dei tre vescovi. 

Sant'Isidoro motivò il requisito dei tre vescovi con le seguenti parole: «[L'usanza] per la quale un vescovo non deve essere ordinato da un vescovo, ma da tutti i vescovi della medesima provincia, fu notoriamente istituita a causa delle eresie, in ordine ad impedire che l'esercizio tirannico dell'autorità da parte di una singola persona non possa tentare di porre in atto alcunché di contrario al [deposito della] fede della Chiesa».
Quest'atto testimoniava pubblicamente la comunione dei vescovi con la Santa Sede rispetto alle nomine pontificie, il riconoscimento del vescovo neoconsacrato e della sua giurisdizione nella diocesi assegnata, e l'unità della Chiesa locale.

Il diritto canonico e la liturgia distinguono la funzione di un vescovo chiamato consacrante principale, da quella di altri due vescovi, detti co-consacranti.

## Validità
Ai fini della validità della consacrazione episcopale è condizione sufficiente che il rito di consacrazione episcopale sia celebrato da almeno un vescovo, in osservanza del rito prescritto dalla Chiesa ed in particolare della formula sacramentale, e che tale vescovo sia a sua volta già validamente consacrato al momento della celebrazione. Sebbene sia sufficiente l'opera di un singolo vescovo, la presenza di tre vescovi permane una regola strettamente osservata nella Chiesa Cattolica, e talora alle consacrazioni episcopali -in particolare di arcivescovi, metropoliti e patriarchi- presenzia un numero di vescovi superiore al minimo previsto.

L'unica eccezione alla regola dei tre vescovi è prevista nelle chiese missionarie, nelle quali è particolarmente difficoltoso garantire la loro partecipazione: in tale circostanza, la Santa Sede consente di designare due sacerdoti come assistenti del vescovo consacrante, in sostituzione dei due vescovi ordinariamente previsti.
Per l'ordinazione di un vescovo diocesano, il consacrante principale è generalmente l'arcivescovo metropolita, assistito da due vescovi co-consacranti della stessa provincia ecclesiastica. Il vescovo consacrato si insedia nella diocesi di assegnazione contestualmente all'ordinazione, ovvero in una data successiva.
Inoltre, è di norma richiesto che il consacrato e i tre celebranti (il consacrante principale e i due co-consacranti) siano stati nominati direttamente o col consenso del sommo Pontefice. Tuttavia, questa prassi storica è stata derogata in particolari circostanze, come nel caso dei vescovi cinesi che furono nominati dalle autorità civili del Partito Comunista e collaboranti con quest'ultime: le ordinazioni, pur amministrate senza la preventiva approvazione del Papa, furono in seguito riconosciute come legittime e valide dalla Congregazione per la Dottrina della Fede presieduta dall'allora cardinale Joseph Ratzinger, in conformità alle intenzioni più volte espresse anche da papa Giovanni Paolo II. Tale decisione fu motivata dal fatto che la condotta dei singoli vescovi fin dall'inizio non rivelò alcuna intenzione scismatica, ma al contrario una volontà sincere di mantenere la comunione con la Santa Sede, affermando contestualmente la validità di tutti i sacramenti amministrati da tale prima generazione di vescovi, incluse le consacrazione episcopali, e l'assenza di qualsiasi interruzione delle linee di successione apostolica.

## I co-consacranti
I vescovi co-consacranti (sacerdoti nei casi eccezionali suddetti) non sono dei meri testimoni del rito, ordinariamente per sua natura pubblico e solenne, ma unitamente al consacrante principale sono corresponsabili dell'esecuzione del rito secondo le prescrizioni liturgiche vigenti. In particolare, anche i due co-consacranti hanno il compito di imporre le mani sul capo del vescovo consacrando e di pronunciare la formula sacramentale latina Accipe spirit sanctum ("Ricevi lo Spirito Santo").
L'uso dei tre vescovi è già attestato al Concilio di Arles del 314.
Con la presenza di tre vescovi, la Chiesa è più sicura della validità dell'ordinazione episcopale, anche se ai fini dell'ordinazione è sufficiente l'imposizione delle mani da parte di un singolo vescovo. Ciò può verificarsi ad esempio nella rara eventualità per la quale uno o più vescovi celebranti non siano stati a loro volta validamente consacrati, amministrino dei sacramenti nulli, e, privi di Spirito Santo, non possano trasmettere la successione apostolica.
La frequente partecipazione di ulteriori vescovi ai riti di consacrazione episcopale in genere non è registrata negli atti ufficiali, che si limitano ad indicare i nominativi del consacrante principale e dei due co-consacranti. Tuttavia, l'evidenza storica di questi fatti può essere rinvenuta tramite fonti secondarie.